# سوتنهام (تشيشير)
سوتنهام (بالإنجليزية: Swettenham)‏ هي قرية و أبرشية مدنية تقع في المملكة المتحدة في إنجلترا.  يقدر عدد سكانها بـ 248 نسمة .